# صومعه سولووتسکی
صومعه سولووتسکی (به انگلیسی: Solovetsky Monastery) یک صومعه مستحکم واقع در جزایر سولووتسکی در دریای سفید در شمال روسیه است. این یکی از بزرگ‌ترین ارگهای مسیحیان در شمال روسیه بود تا قبل از اینکه در سال ۱۹۲۶ تا ۱۹۳۹ به زندان و اردوگاه کار شوروی تبدیل شود و به عنوان نمونه اولیه اردوگاه‌های سیستم گولاگ عمل می‌کرد. این صومعه چندین تغییر عمده و محاصره نظامی را تجربه کرده‌است. مهم‌ترین سازه‌های آن به قرن شانزدهم برمی گردد، زمانی که فیلیپ کولیچف هگومن (به معنای راهب بزرگ و رئیس صومعه) آن بود.

## پیوند به بیرون

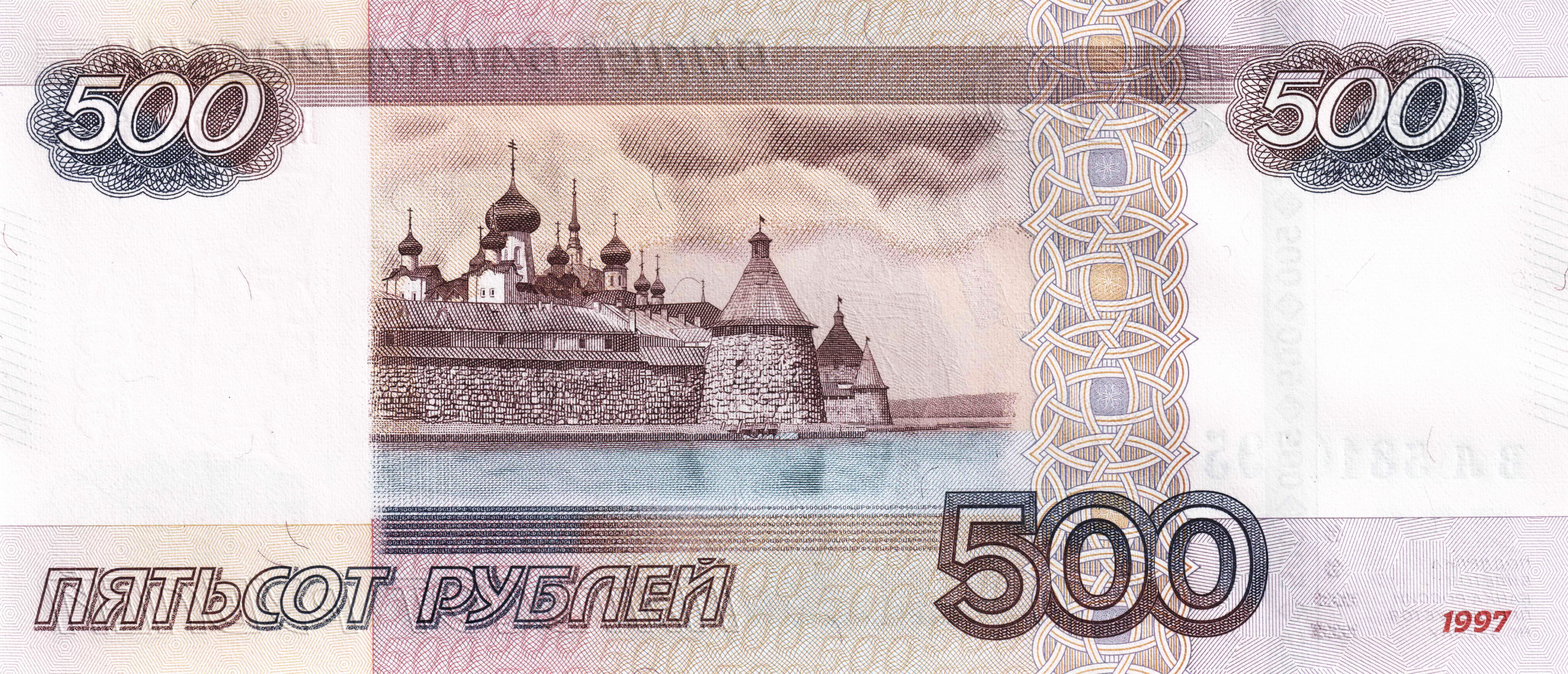
صومعه سولووتسکی، همان‌طور که در اسکناس ۵۰۰ روبلی ۱۹۹۷ (اصلاح ۲۰۱۰) نشان داده شده‌است.